# Back To The Soul Flight
《Back To The Soul Flight》은 나얼의 첫 솔로 음반이자 리메이크 음반이다. 2001년 브라운 아이즈, 2003년 브라운 아이드 소울 활동에 이어, 2004년 다이나믹 듀오의 타이틀곡 피쳐링을 거치며 좀더 공명감 있으며 부드럽고 유려하게 변한 보컬을 선보인 나얼의 공식적인 솔로활동이다. 주로 1980~1990년대의 한국노래를 리메이크했으며 타이틀곡은 〈귀로〉이다. 음반 전곡의 편곡은 돈 스파이크가 담당했고, 브라운 아이드 소울 및 다이나믹 듀오가 이 음반에 참여했다. 나얼의 추구하는 소울장르의 특성이 잘 드러나며 네티즌들에게 대한민국 최고의 리메이크 음반이라고 평가받고있다. 그와 관련된 작업물 중 가장 애드립이 많이 포함된 음반이다. 여담으로 이 음반을 준비하던 도중 성대결절에 걸렸다고 한다.

## 수록곡
| #   | 제목                                                              | 작사                                        | 작곡                                        | 재생 시간 |
| --- | ----------------------------------------------------------------- | ------------------------------------------- | ------------------------------------------- | --------- |
| 1.  | Intro                                                             |                                             | 돈 스파이크                                 | 0:55      |
| 2.  | 그대 떠난 뒤 (with 브라운 아이드 소울)                            | 장기호                                      | 장기호                                      | 5:38      |
| 3.  | 언젠가는                                                          | 이상은                                      | 이상은, 안진우                              | 3:59      |
| 4.  | 우울한 편지                                                       | 유재하                                      | 유재하                                      | 4:08      |
| 5.  | Back To The Soul Flight (Interlude)                               | 나얼                                        | 나얼                                        | 2:33      |
| 6.  | Sad Cafe (with 다이나믹 듀오)                                     | 돈 헨리, 글렌 프라이, 조 월시, J. D. 사우더 | 돈 헨리, 글렌 프라이, 조 월시, J. D. 사우더 | 4:23      |
| 7.  | 흐린 가을 하늘에 편지를 써                                        | 김창기                                      | 김창기                                      | 3:47      |
| 8.  | 귀로                                                              | 예민                                        | 예민                                        | 4:26      |
| 9.  | The Life                                                          | 돈 스파이크                                 | 돈 스파이크                                 | 0:33      |
| 10. | 한 여름밤의 꿈                                                    | 권성연                                      | 권성연                                      | 5:01      |
| 11. | The Butterfly Effect                                              | 돈 스파이크                                 | 돈 스파이크                                 | 0:24      |
| 12. | 호랑나비                                                          | 이혜민                                      | 이혜민                                      | 3:42      |
| 13. | 한번만 더                                                         | 전상진                                      | 김성호                                      | 5:36      |
| 14. | Ribbon In The Sky (with 브라운 아이드 소울)                       | 스티비 원더                                 | 스티비 원더                                 | 3:34      |
| 15. | Whispering Of The Children                                        |                                             |                                             | 1:09      |
| 16. | 주 여호와는 광대하시도다 (with 브라운 아이드 소울, 다이나믹 듀오) | Steve McEwan                                | Steve McEwan                                | 5:17      |
| 17. | Reason 4 Breathing                                                | 조수혜                                      | 나얼                                        | 4:25      |